# Мартыновский (Волгоградская область)
Мартыновский — хутор (бывшая станица Мартыновская) в Новоаннинском районе Волгоградской области России, в составе Деминского сельского поселения. Хутор расположен на правом берегу реки Бузулук в 42 км от города Новоаннинский
Население — 293 (2010)

## История
Основан как казачий городок Мартыновский. Городок упоминается в списке казачьих поселений по реке Бузулук, составленном в 1698 году. С 1802 года станица Мартыновская входила в Хопёрский округ Земли Войска Донского. Станица Мартыновская отмечена на подробной карте Российской империи издания 1816 года, однако к середине XIX века населённый пункт был лишён статуса станицы и включён в юрт станицы Дурновской. Согласно Списку населённых мест Земли Войска Донского в 1859 года на хуторе Мартыновском станицы Дурновской проживали 607 мужчин и 483 женщины, имелась Архангельская церковь.
Согласно переписи населения 1897 года на хуторе проживали 677 мужчин и 687 женщин. Большинство населения было неграмотным: грамотных мужчин — 186 (27,5 %), грамотных женщин — 30 (4,4 %).
Согласно алфавитному списку населённых мест Области Войска Донского 1915 года земельный надел хутора составлял 2165 десятин, в населённом пункте проживало 1069 мужчин и 1033 женщины, имелись хуторское правления, церковь, приходское училище и церковно-приходская школа.
С 1928 года хутор в составе Новоаннинского района Хопёрского округа (упразднён в 1930 году) Нижне-Волжского края (с 1934 года — Сталинградского края,, с 1936 года Сталинградской области). До 1961 года хутор являлся центром самостоятельного Мартыновского сельсовета. В 1961 году Мартыновский сельсовет был упразднён, территория передана в состав Деминского сельсовета

## География
Хутор находится в лесостепи, в пределах Хопёрско-Бузулукской равнины, являющейся южным окончанием Окско-Донской низменности, на правом берегу реки Бузулук, на высоте около 74-82 метров над уровнем моря. Южнее и восточнее хутора сохранились пойменные леса. Почвы: в пойме Бузулука — пойменные нейтральные и слабокислые, выше — чернозёмы обыкновенные.
По автомобильным дорогам расстояние до областного центра города Волгоград составляет 290 км, до районного центра города Новоаннинский — 42 км. В 8 км к северу расположен административный центр сельского поселения хутор Деминский.
Часовой пояс
Мартыновский, как и вся Волгоградская область, находится в часовой зоне МСК (московское время). Смещение применяемого времени относительно UTC составляет +3:00.

## Население
Динамика численности населения по годам:
| 1859 | 1873 | 1897 | 1915 | 1987 | 2002 |
| ---- | ---- | ---- | ---- | ---- | ---- |
| 1090 | 1149 | 1364 | 2102 | ≈560 | 368  |

| 2010 |
| ---- |
| 293  |